# Gurguèn II de Lorí
Gurguèn II o Kivrikê II (en armeni respectivament Գուրգեն Բ o Կյուրիկե Բ ; mort l'any 1089) fou un membre de la família armènia dels Bagràtides, rei o curopalata de Lorri de 1048 a 1089.

## Biografia
Gurguèn era el fill de David I de Lorí (David Anholin), rei de Lorí, i de la reina Zorakerstel de Kakhètia.
Va succeir el seu pare l'any 1048, i va viure sota la pressió permanent dels turcs seljúcides. Durant el seu regnat va fer encunyar monedes amb la seva efigie, però que no mencionen més que el títol de curopalata al lloc del de rei. El 1064, després de la presa d'Aní per Alp Arslan, sultà seljúcida, es va haver de sotmetre's al conquistador i li va donar en matrimoni a la seva filla. El 1069, poc abans la seva mort, va rebre amb gran fast la cort de Malik Shah, el nou sultà, però els turcs controlaven llavors la major part de Lorí.
Va tenir dos fills, David II i Abas I. Aquests últims no van poder impedir als turcs de saquejar Lorí i els monestirs de Monestir de Hakhpat i Sanahín el 1105, i van abandonar els seus dominis cap a 1113 refugiant-se en les fortaleses de Matznaberd i Tavuix, en les muntanyes del nord. Segons una inscripció a Monestir de Hakhpat, els seus últims descendents desapareixen el 1249.